# Terrapin Station (Limited Edition)
Terrapin Station (Limited Edition) je koncertní trojalbum, vydané v roce 1997. Album bylo nahráno 15. března 1990 v Capital Centre v Landoveru v Marylandu.

## Seznam skladeb
| Disk 1 | Disk 1                      | Disk 1          | Disk 1 |
| Pořadí | Název                       | Autor           | Délka  |
| ------ | --------------------------- | --------------- | ------ |
| 1.     | Jack Straw                  | Hunter, Weir    | 6:19   |
| 2.     | Sugaree                     | Hunter, Garcia  | 11:14  |
| 3.     | Easy to Love You            | Barlow, Mydland | 6:32   |
| 4.     | Walkin' Blues               | Johnson         | 6:12   |
| 5.     | Althea                      | Hunter, Garcia  | 8:32   |
| 6.     | Just Like Tom Thumb's Blues | Dylan           | 6:57   |
| 7.     | Tennessee Jed               | Hunter, Garcia  | 9:17   |
| 8.     | Cassidy                     | Barlow, Weir    | 6:12   |
| 9.     | Don't Ease Me In            | traditional     | 6:02   |

| Disk 2 | Disk 2                               | Disk 2           | Disk 2 |
| Pořadí | Název                                | Autor            | Délka  |
| ------ | ------------------------------------ | ---------------- | ------ |
| 1.     | China Cat Sunflower                  | Hunter, Garcia   | 6:27   |
| 2.     | I Know You Rider                     | traditional      | 6:50   |
| 3.     | Samson and Delilah                   | traditional      | 7:07   |
| 4.     | Lady with a Fan“ / „Terrapin Station | Hunter, Garcia   | 14:23  |
| 5.     | Mock Turtle Jam                      | Grateful Dead    | 8:23   |
| 6.     | Drums                                | Hart, Kreutzmann | 6:16   |

| Disk 3         | Disk 3               | Disk 3                      | Disk 3 |
| Pořadí         | Název                | Autor                       | Délka  |
| -------------- | -------------------- | --------------------------- | ------ |
| 1.             | And                  | Bralove, Hart, Kreutzmann   | 3:43   |
| 2.             | Space                | Garcia, Lesh, Mydland, Weir | 10:06  |
| 3.             | I Will Take You Home | Mydland                     | 4:20   |
| 4.             | Wharf Rat            | Hunter, Garcia              | 10:59  |
| 5.             | Throwing Stones      | Barlow, Weir                | 8:59   |
| 6.             | Not Fade Away        | Holly, Petty                | 9:21   |
| 7.             | Revolution           | Lennon, McCartney           | 5:07   |
| Celková délka: | Celková délka:       | Celková délka:              | 169:18 |

## Sestava
- Jerry Garcia – sólová kytara, zpěv
- Bob Weir – rytmická kytara, zpěv
- Phil Lesh – basová kytara, zpěv
- Brent Mydland – Hammondovy varhany, klávesy, zpěv
- Bill Kreutzmann – perkuse
- Mickey Hart – bicí